# الدب القطبي (فلم)
الدب القطبي (بالإنجليزية: Polar Bear) هو فيلم وثائقي أمريكي لعام 2022 عن الدببة القطبية، من إخراج ألاستيير فوثرغل وجيف ويلسون، رواه كاثرين كينر ، وهو الفيلم الوثائقي الطبيعي السادس عشر لشركة ديزني ناتشر، تم إصداره على ديزني+ بمناسبة يوم الأرض في 22 أبريل 2022.

## روابط خارجية
- مقالات تستعمل روابط فنية بلا صلة مع ويكي بيانات